# کینگستانول
کینگستانول (به انگلیسی: Quingestanol) با فرمول شیمیایی C۲۵H۳۴O۲ یک ترکیب شیمیایی با شناسه پاب‌کم ۲۵۴۱۴ است. که جرم مولی آن ۳۶۶٫۵۳۶۲۶ g/mol می‌باشد.